# Référendums en Bulgarie
Les référendums sont possibles en Bulgarie à l'initiative de plusieurs de ses institutions ainsi que de la population, la constitution bulgare augmentée d'une loi référendaire offrant un cadre légal à cette forme de démocratie directe.

## Fondements
L'article 1 de la Constitution bulgare du 13 juillet 1991 établit que le pouvoir de l'état dérive du peuple, qui exerce ce pouvoir directement et via les institutions établit par la constitution. L'article 42 précise que la mise en œuvre et les conditions d'organisation des élections et des référendums font l'objet d'une loi. Il s'agit depuis 2009 de la « Loi sur la participation directe des citoyens au gouvernement national et aux gouvernements des entités décentralisés. ». 
Cette dernière permet différentes sources à la mise en œuvre de référendums législatifs :
- Le président de la république
- Le conseil des ministres
- Au moins un cinquième des membres de l'assemblée nationale
- Au moins un cinquième des conseils municipaux
- Un comité d'initiative populaire ayant réuni dans un délai de trois mois les signatures d'au moins 400 000 électeurs inscrits sur les listes électorales.

## Référendums d'origine populaire
Les propositions de référendum d'origine populaire doivent être écrites en langue bulgare en termes clairs et concis, donnant lieu à des réponses par "Oui" ou par "Non". Le comité à l'origine de la pétition, composé de cinq a quinze membres, eux-mêmes électeurs bulgares, doit notifier le président de l'assemblée nationale de la mise en place de la collecte de signature, de l'identité de ses membres, des raisons du projet de loi et de la formulation de la question. Le comité dispose alors de trois mois pour récolter les 400 000 signatures d'électeurs.
En 2017, un total de 7 004 358 électeurs sont inscrits sur les listes électorales, le seuil de signatures équivaut alors à un seuil d'un peu plus de 5,7 % du total des inscrits. En pratique, le nombre de signatures à collecter est cependant plus élevé pour pallier le nombre variable de signatures invalides ou en double. Avant 2015, le seuil était de 200 000 signatures. En cas d'échec de la collecte, une nouvelle pétition ne peut être mise en œuvre sur le même sujet qu'une fois passé un délai de six mois à partir de la fin de la procédure.

### Restrictions et contrôle constitutionnel
Les référendums législatifs d'origine populaire ne sont cependant pas autorisés sur les sujets relatifs aux articles 84, 91, 103, 130, 132 et 147 de la constitution, aux impôts, taxes et contributions à la sécurité sociale, au budget de l'état, à l'organisation interne de l'assemblée nationale, à l'intégralité d'un code de loi ainsi qu'aux traité internationaux, s'ils ont déjà été ratifiés.

### Conditions de validité
Le référendum est légalement contraignant. Il n'est cependant considéré comme valide qu'a la condition de recueillir la majorité absolue des suffrages exprimés en faveur de la loi, ainsi qu'un quorum de participation fixé à celle obtenue lors des dernières élections législatives.